# Elies Mahmoud
Elies Mahmoud (sinh ngày 10 tháng 2 năm 2001) là một cầu thủ bóng đá người Pháp thi đấu ở vị trí tiền vệ cho câu lạc bộ Pháp Le Havre AC.

## Sự nghiệp thi đấu
Vào mùa hè năm 2020, Mahmoud kí hợp đồng với Le Havre AC. Mahmoud có trận đấu ra mắt với Le Havre AC trong chiến thắng 1-0 tại Ligue 2 trước AS Nancy vào ngày 26 tháng 9 năm 2020.

## Cuộc sống cá nhân
Mặc dù sinh ra ở Pháp, Mahmoud là người gốc Algérie.